# Terence Quick
Terence Spencer Nikólaos Kouík (grec moderne : Τέρενς Σπένσερ Νικόλαος Κουΐκ, του Φιλίππου), originellement Quick, né le 18 février 1947, est un journaliste et homme politique grec, membre du parti des Grecs indépendants.

## Biographie
En mars 2012, il cofonde avec Pános Kamménos le parti souverainiste des Grecs indépendants. Il en devient le porte-parole.
Le 27 janvier 2015, il est nommé secrétaire d'État à la Justice dans le gouvernement Tsípras I.